# Chantal Mauduit
Chantal Mauduit (París, 24 de març de 1964 - Dhaulagiri, Nepal, 13 de maig de 1998) va ser una destacada alpinista francesa. Va arribar als Alps francesos als cinc anys d'edat i va començar a escalar als quinze. Després de diverses rutes difícils als Alps, va centrar la seva atenció als Andes, on va escalar l'Urus (5.500 m) i el Huascarán (6.768 m), i després a l'Himàlaia, on va ascendir, sempre sense oxigen, el K2 (agost de 1992 - quarta dona i únic ascens), Shisha Pangma (1993, amb Òscar Cadiach i Manel de la Matta), Cho Oyu (1993, per la variant polonesa), Lhotse (1996 - primer ascens d'una dona en solitari), Manaslu (1996, amb el xerpa Ang Tshering), Gasherbrum II (1997). Quan va morir, havia fet sis muntanyes de 8.000 metres i era la segona dona amb més ascensions a vuit-mils, només precedida de Wanda Rutkiewicz.

La seva prometedora carrera com a escaladora es va aturar en sec per una allau en el Dhaulagiri (de 8.167 metres) el 13 de maig de 1998, on va morir ella i el seu company xerpa, Ang Tsering, mentre dormien a la tenda. En honor de la seva generositat, els amics i la família van crear una fundació per a ajudar els nens nepalesos necessitats, l'Associació Chantal Mauduit Namasté, que gestiona una escola a Godawari, al sud de Kàtmandu.

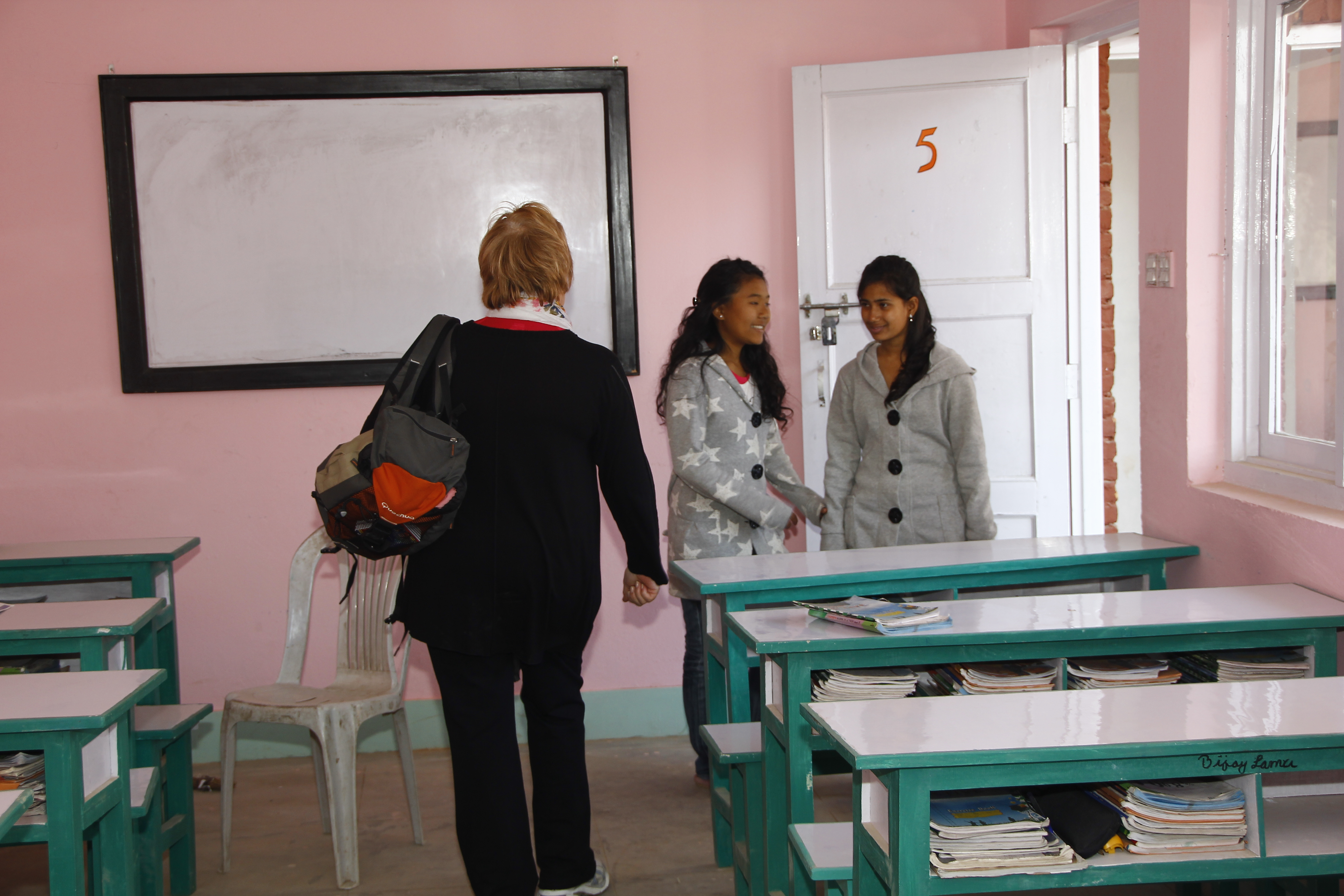
L'Escola Chantal Mauduit, al Nepal

## Controvèrsia
El destacat escalador d'altitud estatunidenc Ed Viesturs va escriure en la seva autobiografia No Shortcuts To The Top que Mauduit havia requerit ser rescatada en diverses ocasions per altres expedicions alpinistes, i mai havia donat les gràcies públicament. S'ha documentat una ocasió en què Mauduit va emmalaltir per l'altitud, durant un intent fallit a l'Everest el 1995 com a part de l'expedició de Rob Hall. Cap altre autor ha fet acusacions semblants contra Mauduit de fracàs en l'altitud o de ser desagraïda en aquest o altres ascensos.
Viesturs també suscita dubtes sobre la causa de la seva mort, suggerint sufocació o enverinament per monòxid de carboni com a altres causes possibles, insinuant així incompetència de Mauduit i el seu xerpa. En aquest llibre, Viesturs reconeix que hi aboca opinions personals perquè malgrat que Viesturs estava també al Dhaulagiri quan Mauduit hi va morir, no va tenir coneixement de primera mà de les circumstàncies en les quals Mauduit es trobava. L'autòpsia francesa va concloure que la causa de la mort va ser una fractura del coll com a resultat d'un cop al gel o en una roca, i sembla que la causa de l'accident va ser que la tenda de campanya va ser atropellada per una allau nocturna durant un bivac.

Frederique Delrieu va escriure més tard a la revista Mountain Zone:

Els muntanyencs que van participar en la cerca i rescat de Chantal i Tshering creuen que no van cometre cap error: bona aclimatació, bona elecció de camps, sortides amb bones previsions meteorològiques. Tenien bon estat d'ànim i una excel·lent forma. Aquesta vegada el Dhaulagiri va ser extremadament cruel. Chantal i Tshering van pagar el preu més alt per ell.

## Obra

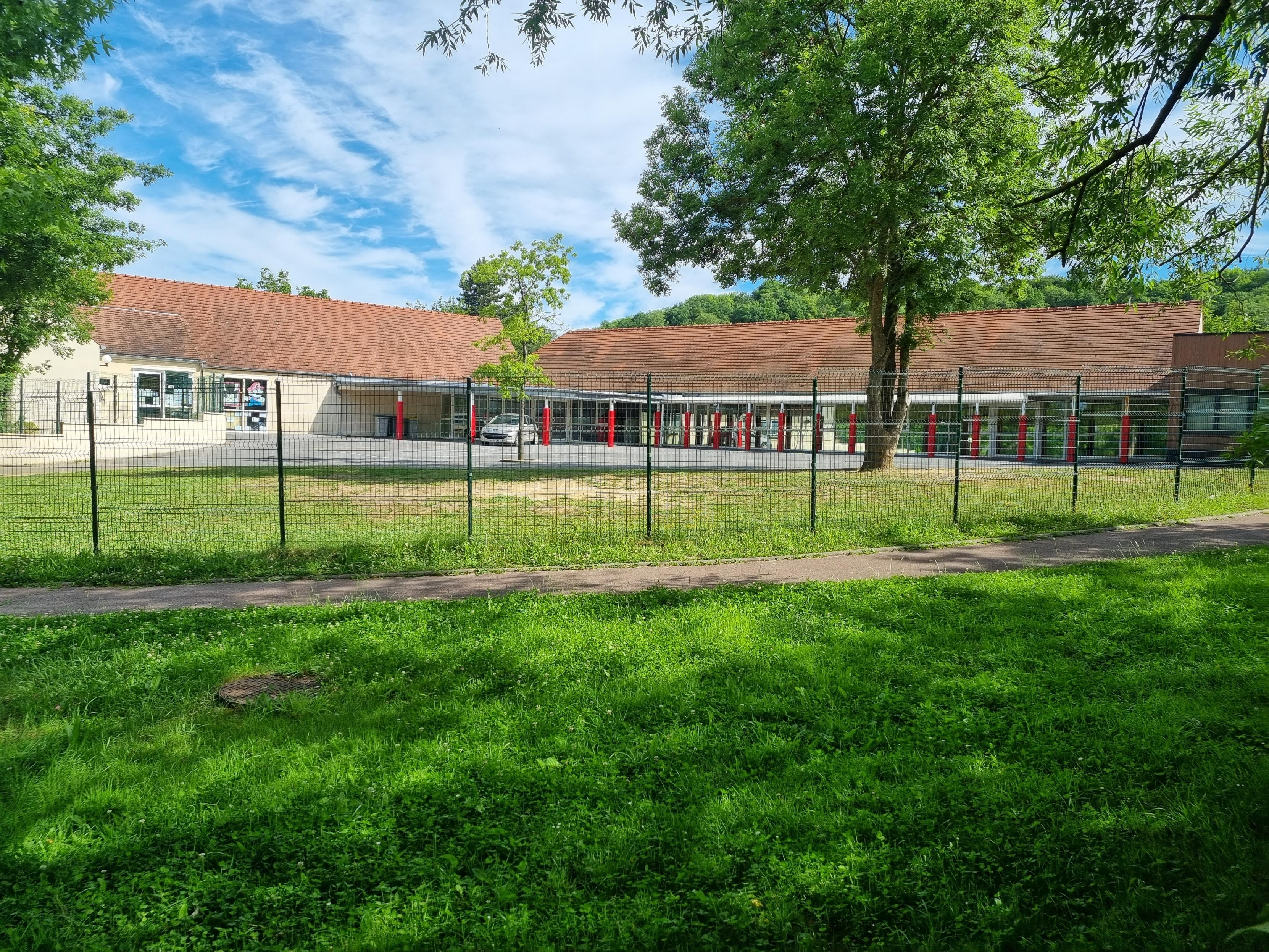
Escola Chantal Mauduit, de Mogneville

A finals de 1997 Chantal Mauduit va escriure J'habite au paradis, un recull d'impressions i trobades durant els seus viatges, en el qual descriu especialment la seva ascensió al K2.

## Llegat i memòria
A més de l'escola de Kàtmandu, una altra escola a la ciutat de Mogneville porta el seu nom. Des de febrer de 2024, una plaça parisenca es diu Chantal Mauduit. Com també un gimnàs a Magny-les-Hameaux.